# Clathrina laminoclathrata
Clathrina laminoclathrata är en svampdjursart som beskrevs av Carter 1886. Clathrina laminoclathrata ingår i släktet Clathrina och familjen Clathrinidae.
Artens utbredningsområde är havet kring Australien. Inga underarter finns listade i Catalogue of Life.